# Pycreus latovaginatus
Pycreus latovaginatus là loài thực vật có hoa trong họ Cói. Loài này được (Govind.) P.Singh & V.Singh miêu tả khoa học đầu tiên năm 1984.